# Lara Davidovic
Lara Davidovic (* 13. Dezember 1997) ist eine französische Volleyballspielerin. Die Diagonalangreiferin spielt nach mehreren Stationen in Frankreich von 2022 bis 2024 bei den Ladies in Black Aachen.

## Karriere
Davidovic begann ihre Karriere 2007 bei ASPTT Mulhouse. Mit dem Verein gewann die Diagonalangreiferin in der Saison 2016/17 die französische Meisterschaft. In der Saison 2018/19 war sie bei Paris Saint-Cloud aktiv. Danach wechselte sie zu Saint-Raphaël Var Volley-Ball. In der Saison 2020/21 war Davidovic zweitbeste Punktesammlerin der französischen Liga. Anschließend wurde sie zunächst vom deutschen Bundesligisten Ladies in Black Aachen verpflichtet. Kurz nach der Veröffentlichung des Transfers zog sie sich jedoch bei einem Länderspiel eine schwere Verletzung am Kreuzband zu, weshalb der Vertrag aufgelöst wurde. Nach ihrer Reha wurde Davidovic 2022 erneut von den Ladies in Black verpflichtet. In der Saison 2022/23 erreichte Aachen das Halbfinale im DVV-Pokal, verpasste aber anschließend als Tabellenneunter der Bundesliga-Hauptrunde die Playoffs. 2023/24 kamen die Ladies in Black ins Pokal-Viertelfinale gegen Allianz MTV Stuttgart. In der Bundesliga mussten sie als Tabellenletzter der Zwischenrunde erneut auf die Playoffs verzichten. Nach der Saison wechselte Davidovic zum italienischen Verein Valsabbina Millenium Brescia.